# 544 Jetta
544 Jetta
544 Jetta là một tiểu hành tinh ở vành đai chính, có đường kính ước tính là 12 km. Nó do Paul Götz phát hiện ngày 11.9.1904 ở Heidelberg và được đặt theo tên 	Jetta, nhân vật truyền thuyết của Heidelberg.